# Ativação

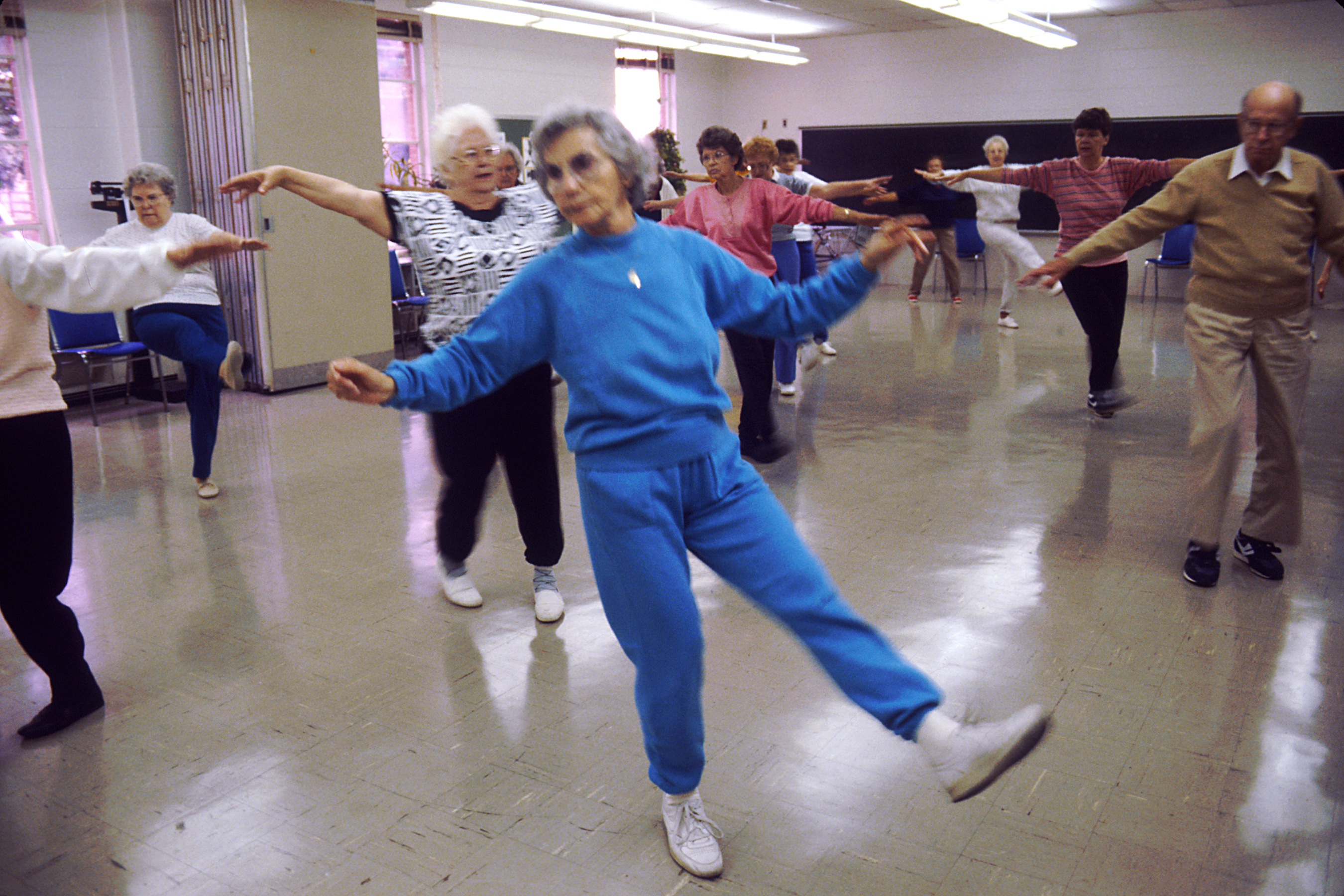
A ginástica é uma das técnicas de ativação usadas para mitigar os males cognitivos e físicos causados pelo avanço da demência em idosos

Ativação refere-se a uma série de técnicas utilizadas na psicologia para o desencadeamento de excitações internas (emoções) ou a incitação do sistema nervoso vegetativo com o intuito de estimular o comportamento (humano) e a vontade de aprender.
A ativação não apenas desencadeia emoções, mas também controla outros processos neurovegetativos e hormonais, além de inúmeras ações motoras, como ataque ou resposta de fuga. No geral, através da ativação do sistema nervoso autônomo, o corpo é posto num estado de maior motivação e atenção.
Engloba técnicas muito usadas em portadores de demências como o alzheimer ou indivíduos com problemas cognitivos diversos.